# Горенков, Фёдор Степанович
Федор Степанович Горенков (1900 — 1969) — советский партийный деятель, депутат Верховного Совета УССР 1-го созыва. Член ЦК КП(б)У в 1938 — 1949 г. Депутат Верховного Совета СССР 1-го созыва с 1941 года.

## Биография
В 1925 году вступил в ВКП(б).
Находился на партийной работе. В 1938 — 1939 г. — 2-й секретарь Винницкого областного комитета КП(б) Украины. 26 июня 1938 года был избран депутатом Верховного Совета УССР 1-го созыва по Брацлавскому избирательному округу № 51 Винницкой области.
В 1940 — 1941 г. — 1-й секретарь Кировоградского областного комитета КП(б) Украины. В 1944 — 1946 г. — вновь 1-й секретарь Кировоградского областного комитета КП(б) Украины.
Затем работал заместителем начальника Главного управления ремесленных и железнодорожных училищ и школ фабрично-заводского обучения при Совете Министров Украинской ССР.

## Награды
- два ордена Трудового Красного Знамени (7.02.1939; 1948)
- медали